# Serjania laxiflora
Serjania laxiflora är en kinesträdsväxtart som beskrevs av Ludwig Radlkofer. Serjania laxiflora ingår i släktet Serjania och familjen kinesträdsväxter. Inga underarter finns listade i Catalogue of Life.